# گنزک

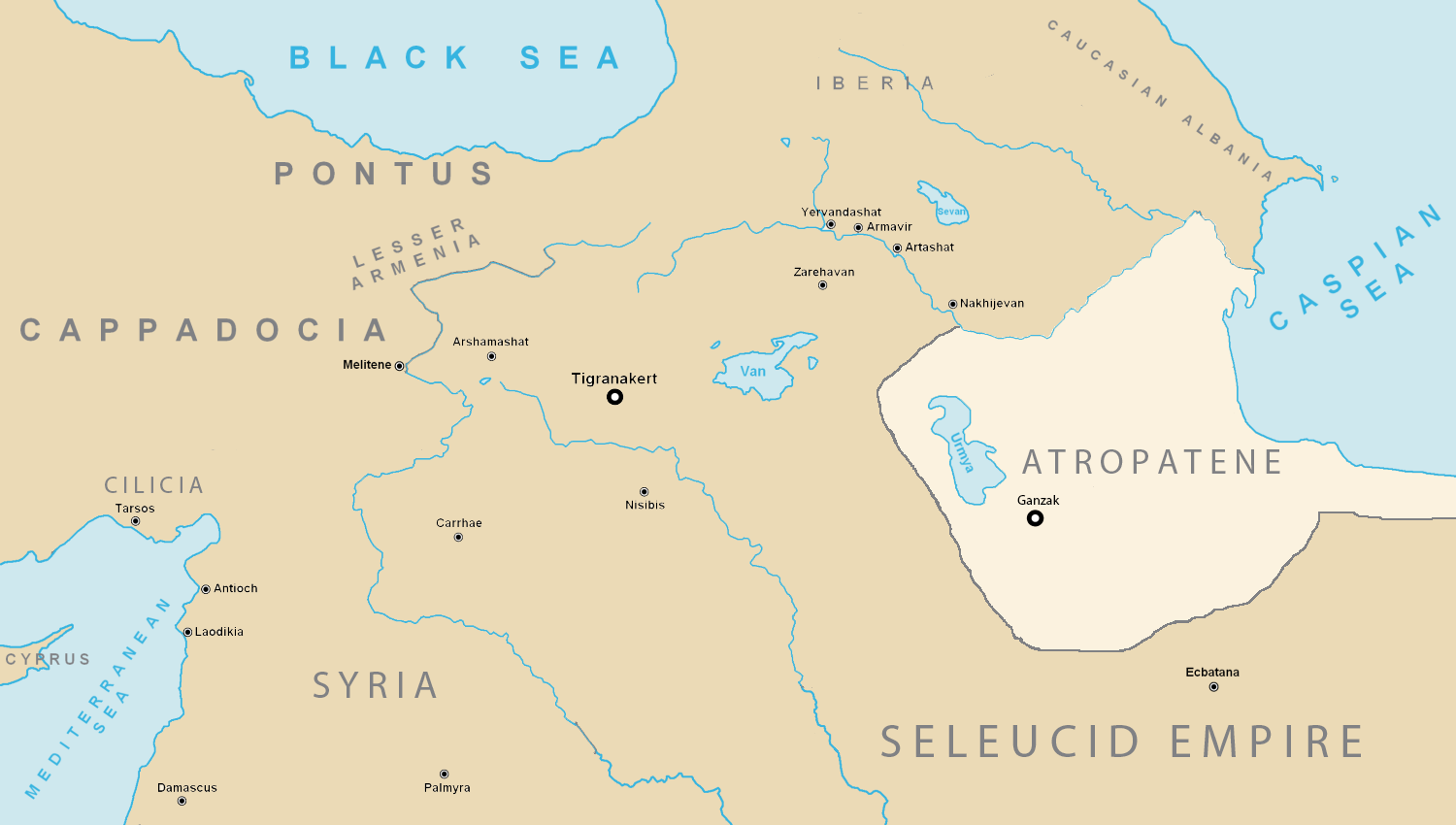
شهر گنجک

شهر گَنجَک که رومیان آن را گانزَک یا گَنزَک یا گَنزه نام برده‌اند، و به ارمنی گنزکا، گزن، گنگ، کادزا و به زبان سریانی گنذزک یا گنژگ، گزن، گنگ به یونانی گنزکا، گادزاکا، گادزا، مورخان تازی آن را جَزَن، جَنزَه، جَزنَق یا جَنزَقه نام برده‌اند، مغولان آن را ستوریق گفته‌اند. نام دیگر این شهر، «شَیز» بوده است. شَیز واژه معرب جَیز یا جَیس است، شهری باستانی و مقدس برای ایرانیان بود. پلوتارک مورخ یونانی این شهر را با نام فِراد نوشته است. در نوشته‌های دیگر پهلوی شَیچ خوانده شده، در شاهنامه چیچست به کار رفته و کهن‌تر از همهٔ این نوشته‌ها، در اوستا است که نام آن را چَیچَست آورده است. امروزه تمام این نام‌ها از بین رفته و این محل را تخت سلیمان می‌نامند.
این شهر باستانی در دوره‌های گوناگون مکان زندگی اقوامی مانند مادها، هخامنشیان، اشکانیان، ساسانیان و مغولان بوده و در هریک از دوران‌های بالا، این محل در اوج قدرت و تمدن زمان مربوط به خود بوده است. اکنون نشانی از این شهر در آذربایجان دیده نمی‌شود، و با خاک یکسان شده است.
هنری راولنسن مورخ انگلیسی در قرن نوزدهم نوشته است که گَنجَک (شیز) و آتشکدهٔ شکوهمند و پرجلال آن چنان از صفحهٔ روزگار پاک شده است که بین دانشمندان و محققان در تعیین محل آن اختلاف پدید آمده است.